# 嶺東科技大學

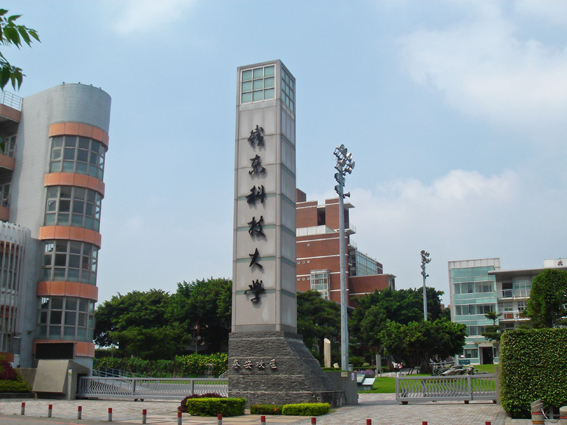
嶺東科大的春安校區大門

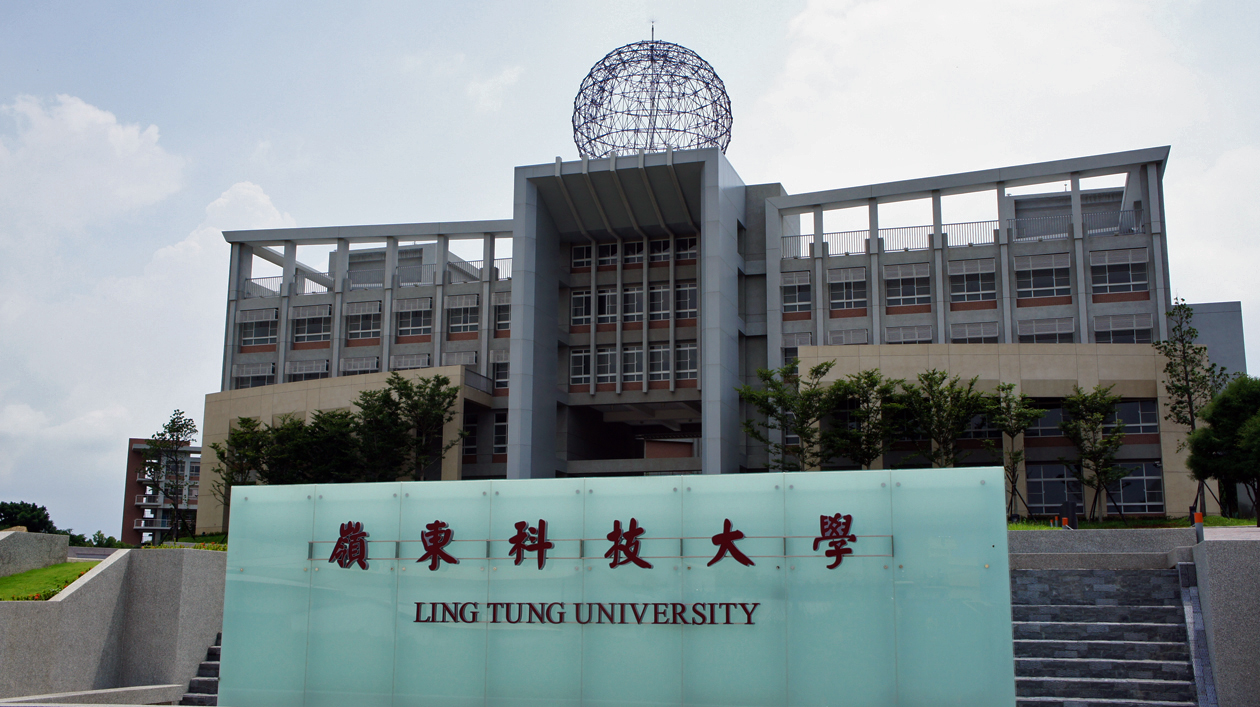
台貿五村後方的嶺東科技大學寶文校區

嶺東科技大學是一所位於中華民國臺中市南屯區的私立科技大學。

## 校史
- 1964年 由國大代表蔡亞萍博士及已故董事長黎明博士伉儷所獨資成立嶺東會計專科學校，設有會計、統計、工業會計、銀行會計、財務會計等五科。
- 1967年 增設國際貿易科、企業管理科、銀行保險科。更名嶺東商業專科學校。
- 1968年 增設商業文書科。
- 1971年 姊妹校「嶺東高級工商職業學校」創校（現臺中市私立嶺東高級中學）。
- 1974年 會計科及統計科合併為會計統計科。
- 1988年 增設商業設計科。
- 1992年 增設電子資料處理科。
- 1994年 增設財務金融科、財政稅務科。電子資料處理科改名資訊管裡科。
- 1997年 增設觀光事業科、應用外語科。
- 1999年 改制為嶺東技術學院，設有企業管理系、資訊管理系、商業設計系。
- 2001年 8月，增設保險營運系、銀行保險系、財務金融系、國際貿易系、行銷與流通管理系、會計系、財政稅務系、資訊傳播設計系、商業文書系。商業設計系改名視覺傳達設計系。同年，依照科系性質成立管理、財經、資訊及設計等四學群
- 2002年 8月，保險營運系及銀行保險系合併為保險金融系。財政稅務系改名財政系。增設國際企業系、財務金融研究所。
- 2003年 增設國際企業研究所、應用外語系、流行設計系、資訊科技系。觀光事業系改名觀光與休閒事業管理系、商業文書系改名商務科技管理系。增設人文社會學群。
- 2004年 增設視覺傳達設計研究所。
- 2005年 改名嶺東科技大學。國際貿易系併入國際企業系。會計系改名會計資訊系、資訊傳播設計系改名數位媒體設計系。增設數位媒體設計研究所、科技商品設計系、資訊科技應用研究所。
- 2006年 增設行銷與流通管理研究所、財經法律研究所。財經學院全院遷至寶文校區。
- 2007年 增設流行設計研究所、科技商品設計研究所
- 2008年 觀光與休閒事業管理系改名觀光與休閒管理系，並增設觀光與休閒管理研究所。
- 2009年 8月，增設資訊管理與應用研究所。保險金融系改名金融與風險管理系、商務科技管理系改名資訊網路系。
- 2010年 增設財稅與會計資訊研究所。
- 2011年 增設高階主管企管碩士在職專班(EMBA)。
- 2014年 科技商品設計系暨碩士班改名創意產品設計系暨碩士班。資訊管理系分設資訊管理應用組、數位生活設計組之分組。
- 2016年 增設服飾設計系、時尚經營系，並將原隸設計學院的流行設計系，整合設立時尚學院，成為台灣首間專攻時尚流行產業的高等教育學院。
- 2019年 財政系併入會計資訊系。資訊網路系併入資訊科技系。財稅與會計資訊研究所併入會計資訊系為碩士班，並分設會計資訊組及財政稅務組。原屬財經學院之會計資訊系、財務金融系、財經法律研究所、金融與風險管理系，及原屬管理學院之企業管理系、企業管理系暨碩士班、企業管理系高階經營管理碩士在職專班、行銷與流通管理系暨碩士班、國際企業系暨碩士班、觀光與休閒管理系暨碩士班及應用外語系，整併為商管學院。
- 2020年 停招資訊管理系碩士在職專班。
- 2021年 增設幼兒保育系。停招視覺傳達設計系碩士在職專班。原隸商管學院之觀光與休閒管理系暨碩士班、應用外語系及幼兒保育系，整合成立民生學院。

## 歷任校長
| 任別 | 姓名                          | 任期           |
| ---- | ----------------------------- | -------------- |
| 1    | 蔡亞萍 （页面存档备份，存于） | 1964年－1985年 |
| 2    | 黎 明 （页面存档备份，存于）  | 1985年－1996年 |
| 3    | 郭宗浩                        | 1996年－2002年 |
| 4    | 陳振貴                        | 2002年－2011年 |
| 5    | 趙志揚 （页面存档备份，存于） | 2011年－2023年 |
| 6    | 陳仁龍                        | 2023年－現任   |

## 學院系所
| 商管學院 | 財經法律研究所                               | 財務金融系暨碩士班                                |
| 商管學院 | 會計資訊系 碩士班會計資訊組 碩士班財政稅務組 | 企業管理系暨碩士班 高階經營管理碩士在職專班(EMBA) |
| 商管學院 | 國際企業系暨碩士班                           | 行銷與流通管理系暨碩士班                          |

| 設計學院 | 視覺傳達設計系暨碩士班 | 數位媒體設計系暨碩士班 |
| 設計學院 | 創意產品設計系暨碩士班 | 藝術中心               |

| 資訊學院 | 資訊管理系暨碩士班 資訊管理應用組 數位生活設計組 | 資訊科技系暨碩士班 行動與系統應用組 智慧聯網互動科技應用組 網路管理與雲端應用組 |

| 時尚學院 | 流行設計系暨碩士班 | 服飾設計系 |
| 時尚學院 | 時尚經營系         |            |

| 民生學院 | 觀光與休閒管理系暨碩士班 | 應用外語系 應用日語組 |
| 民生學院 | 幼兒保育系               |                       |

## 歷年日間部師生比及新生註冊率
- 110學年度日間部學生人數7445，專任老師人數268，日間部師生比27.78（學生數/老師數）。

- 112學年度新生註冊率81.27%。
- 113學年度新生註冊率83.36%。

## 外部連結
- 嶺東科技大學 （页面存档备份，存于）
- 嶺東科技大學數位校史館 （页面存档备份，存于）